# Hip-hop russe

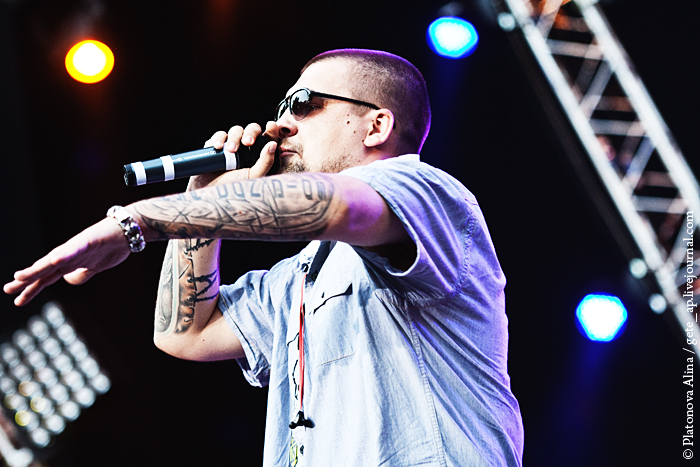
Le rappeur russe Basta au Green Theatre.

Le hip-hop russe (russe : Русский хип-хоп), ou rap russe (russe : Хип-хоп в России), désigne la musique hip-hop produite en Russie, ou en russe dans d'autres pays de l'ancienne Union soviétique comme l'Ukraine, la Biélorussie, et le Kazakhstan,,. Certains rappeurs russes chantent en anglais (Timati) et en allemand (ST1M, Drago). Des singles à succès de rappeurs russes comme Seryoga et Dolphin, deviennent la bande-son de la version PC du jeu vidéo Grand Theft Auto IV et celle du film Transformers 3 (Transformers: Dark of the Moon).
En 1999, le producteur Alexander Tolmatsky et le rappeur Шеff forment le groupe de hip-hop Bad B. Альянс, qui contribue à la percée de la musique rap non seulement à la télévision, mais aussi sur la grande scène. Dans les années 2000, le hip-hop est passé d'une musique rebelle, contestataire et révolutionnaire, non destinée au grand public, au genre le plus populaire depuis lors. Les principaux représentants de la commercialisation du genre sont Seryoga, Ligalayz, Band'Eros, Basta et Timati, dont les albums se vendent à un grand nombre d'exemplaires. 

## Histoire

### Années 1980
La culture hip-hop en Russie émerge au milieu et à la fin des années 1970 de l'influence croissante du mouvement Eurodisco en Russie soviétique. Toutefois, le break est l'un des premiers éléments de la culture hip-hop américaine à se populariser dans le pays, avec le skateboard, le DJing et le MCing peu après. Les débuts musicaux du hip-hop russe, desquels découlent le rap, peuvent être retracés jusqu'aux années 1980. Considéré comme le premier groupe de rap en Russie, le groupe Chas Pik réalise l'une des premières tentatives de rap dans son album, Rap, sorti en 1984. L'album contient un morceau intitulé Rap dont les paroles sont basées sur les tables de multiplication et les lettres et qui s'inspire du style funk du morceau populaire Rapper's Delight de Sugarhill Gang, sorti cinq ans plus tôt. Les Jeux olympiques d'été de 1980, organisés à Moscou, sont l'un des principaux catalyseurs de l'introduction de la culture hip-hop en Russie soviétique. En 1985, des événements tels que le 12e Festival mondial de la jeunesse et des étudiants et la perestroïka de Mikhaïl Gorbatchev contribuent à l'introduction de la culture occidentale dans le pays.

### Années 1990–2000
Jusqu'au début des années 1990, il n'y avait pas beaucoup d'artistes de rap en Russie et en Union soviétique. Les pionniers du hip-hop russe sont Mister Maloy, Bad Balance, Malchishnik, et Bogdan Titomir. Le hip-hop russe, tout comme le hip-hop canadien, s'inspire de la musique jamaïcaine, qui connait un essor lors de la chute de l'Union soviétique. L'un des premiers groupes à émerger de la scène breakdance est Jam Style and Da Boogie Crew, un groupe composé de deux groupes de « break » qui finissent par fusionner et devenir populaires en tant que collectif d'artistes et groupes de rap. D'autres tentatives de rap sont faites par le groupe Black and White, un groupe issu du DJing, qui se forme en 1989, mais qui se sépare au début des années 1990.
Au début et au milieu des années 1990, des scènes hip-hop apparaissent à Moscou (D.O.B Community, White Hot Ice) et à Saint-Pétersbourg (DA-108, Baltic Clan). À la fin des années 1990, de nombreux nouveaux artistes, tels que Mikhey et Jumangee, STDK et Detsl, deviennent populaires. Beaucoup d'entre eux sont d'anciens membres de groupes préexistants. À la fin des années 1990 et au début des années 2000, Rostov-sur-le-Don est considéré comme le centre de la sous-culture hip-hop russe, dont le représentant le plus notable est Kasta.
Au début des années 2000, les artistes les plus populaires étaient Kasta, Mnogotochie, Detsl et Bad Balance. Au milieu des années 2000, des groupes underground commencent à apparaître et sont devenus populaires à Moscou (comme Smoky Mo, Dymovaya Zavesa, 25/17, Krovostok, Money Makaz, Supreme Playaz, Underwhat, Ddrop, Kazhe Oboima). Au même moment, en Russie et en Biélorussie, de nouveaux artistes RnB font leur apparition (Maks Lorens, Bianca, Satsura, Band'Eros). Cette période est également marquée par l'apparition de projets musicaux intéressants tels que le groupe de jazz-rap KREC, le groupe de ragga-rap Da Budz, le projet de glitch-hop 2HCompany, et le groupe comique de gangsta rap Krovostok. À la fin des années 2000, le rappeur russe ST1M connait une popularité scandaleuse après la production de son single Я Рэп, avec Seryoga, dans lequel il se moquait de presque tous les rappeurs russes les plus connus, à l'instar de How to Rob de 50 Cent.

### Années 2010–2020
Dans les années 2010, Timati devient le rappeur russe le mieux accueilli notamment grâce à ses singles chantés en anglais en featuring avec des rappeurs américains comme Snoop Dogg, Timbaland, Xzibit, P. Diddy, Busta Rhymes, Craig David, Flo Rida, Fat Joe, Mario Winans et des DJ (Laurent Wolf, DJ Antoine) sur son album SWAGG. Parmi les autres rappeurs populaires, on compte Oxxxymiron, Husky, Slava KPSS, Tatarka ou encore Scriptonite.
En 2022, à cause du conflit avec l'Ukraine et de la persécution pour des déclarations anti-guerre, de nombreux rappeurs célèbres sont contraints de quitter la Russie ou de cesser de s'y produire en raison de la censure et du harcèlement exercés par les autorités. Parmi eux figurent Oxxxymiron, Noize MC, Face. et Morgenstern, tous les quatre reconnus comme des « agents étrangers » par le ministère russe de la justice,,,. Les morceaux Последний звонок et Ойда d'Oxxxymiron sont interdits en Russie,. De nombreux musiciens russes de rock font également l'objet de persécutions similaires au cours de cette période.
Cette même année, en 2022, les concerts de nombreux rappeurs commencent à être massivement annulés à la demande des autorités, en particulier Anacondaz, Грот, Jah Khalib, Big Baby Tape, Instasamka, Mакс Корж, Loqiemean. Des rappeurs sont également arrêtés pour leurs paroles ou leur personnage de scène, y compris directement pendant des concerts : par exemple, la police arrête Baby Melo pour « blasphème », Platinum pour « apologie de la drogue », et Vacio pour avoir participé à la Almost Naked Party. En 2023, Ekaterina Mizoulina, chef de la « Safe Internet League », lance une campagne publique contre les rappeurs, qu'elle et ses partisans accusent de promouvoir les drogues et le mouvement LGBT, de discréditer l'armée et d'avoir une mauvaise influence sur les jeunes. Certains rappeurs (Scally Milano, Instasamka, Hofmanita) annoncent, après s'être entretenus avec Mizoulina, qu'ils allaient s'autocensurer et retirer des chansons indésirables pour les autorités,,.